# Gyrd e Gnupa
Gyrd (fl. X secolo) e 
Gnupa (fl. X secolo) furono re della Danimarca nella prima metà del X secolo.
Erano figli del re Olof lo Sfacciato,  condottiero norreno originario dello Svealand, che aveva conquistato la colonia commerciale di Hedeby e gran parte delle isole danesi. Secondo la tradizione Gyrd e Gnupa governarono insieme, anche se sembra che Gnupa avesse più potere del fratello. 
Notizie su Gyrd e Gnupa derivano dai resoconti di Adamo di Brema e dalle Pietre runiche di Sigtrygg:
| Pietra runica DR 2                                                       | Pietra runica DR 4 |
| ------------------------------------------------------------------------ | --- |
| A Ásfriðr costruì il memoriale per Sigtrygg B suo figlio assieme a Gnupa | A Ásfriðr fece il memoriale, la figlia di Odinkar, per re Sigtrygg, B suo figlio assieme a Gnupa. C Gorm incise le rune. |

Il nome Chnuba appare anche nelle Res gestae Saxonicae di Vitichindo di Corvey quale re danese sconfitto e forzato a ricevere il battesimo nell'934, mentre la saga di Olav Tryggvasson, presente nell'Heimskringla, riporta la sconfitta Gnupa ad opera di Gorm il Vecchio nel 910.